# Фатьяново (Ярославский район)
Фатьяново — деревня в Ярославском районе Ярославской области. Входит в состав Заволжского сельского поселения. Эпоним (место обнаружения) фатьяновской культуры каменного века.

## География
Находится в восточной части Ярославской области на расстоянии приблизительно 23 км на север-северо-восток по прямой от станции Филино.

## История
В 1859 году здесь (деревня Даниловского уезда Ярославской губернии) было учтено 24 двора , в 1898 — 27. 

## Население
Численность населения: 194 человека (1859 год), 0 в 2002 году, 2 в 2010.